# Cervecería Cuauhtémoc Moctezuma
A Cervecería Cuauhtémoc Moctezuma Mexikó második legnagyobb sörgyártója. A 2010 óta a holland Heineken tulajdonában álló vállalat állítja elő többek kötött az ország olyan ismert söreit, mint például a Sol, a Dos Equis és a Tecate, de még számos más saját és importmárkát forgalmaznak.

## Története
A mai Cuauhtémoc Moctezuma cég a monterreyi Cuauhtémoc és az orizabai Moctezuma 1985-ös egyesülésével jött létre.
A Cuauhtémoc nevű jég- és sörgyárat 1890. november 8-án nyitották meg, alapítói Isaac Garza és José Calderón voltak. Már ebben az évben megjelent Carta Blanca nevű sörük, majd 1893-ban hordós sörrel jelentek meg a piacon. 1903-ban az addig használt parafadugókról áttértek a koronakupakok alkalmazására. 1906-ban hozták létre az Escuela Politécnica Cuauhtémoc nevű szakiskolát, ahol alap- és középfokú oktatást is biztosítottak dolgozóik és családtagjaik számára, majd 1918-ban, szintén hasonló érdekből megalakult a Sociedad Cuauhtémoc y Famosa nevű társaság is. 1921-ben alapították meg a Fábricas Monterrey nevű vállalatot, amely kupakok és dobozok gyártásával foglalkozott, és amely a későbbi FEMSA elődje volt. 1923-ban új technológiát vezettek be: a hordós sörökhöz külön szén-dioxidot adtak hozzá, 1926-ban a faládákat kartondobozokra cserélték, 1930-ban pedig malátafeldolgozót létesítettek. Az 1920-as évek végétől terjeszkedésbe kezdtek: 1928-ban felvásárolták a Cervecería Central de Méxicót, majd az 1940-és 1950-es években a tecatei főzdét, a culiacáni Humayát és a nogalesi üzemet, és megszerezték a Ciudad Juárez-i Cruz Blancát, 1969-ben pedig a tolucai gyárat is. 1943-ban Eugenio Garza Sada, a vállalat tanácsának elnöke és néhány vállalkozó megalapította a Monterreyi Technológiai és Felsőoktatási Intézetet, a következő két évben pedig egy 10 hektáros szociális és kikapcsolódási célokra használható létesítményt és egy kórházat is létrehoztak a dolgozók és családtagjaik számára. 1957-ben avatták fel a Colonia Cuauhtémoc nevű városrészt, ahol 1318 házat adtak át a munkások számára. 1960-ban jelent meg a körülbelül 0,95 literes sörösüveg, az úgynevezett caguama, 1964-ben a könnyen nyitható sörösdoboz, a következő években pedig további technikai fejlesztések történtek.
1985-ben egyesültek a Moctezumával, így a gyártott termékek köre jelentősen bővült, sőt, 1990-re már a világ mintegy 100 országába exportáltak is, a következő évtizedekben pedig még több új sörfajtát jelentettek meg. 2010-ben a cég a holland Heineken érdekeltségébe került. 2015-ben, 125 éves évfordulójuk alkalmából jelentették be, hogy a következő évben, bizonyítandó környezettudatosságukat, 1,25 millió fát fognak elültetni.

## Gyárai
A Cuauhtémoc Moctezuma 2017 elején hat gyárral rendelkezett:
| Település          | Állam           | Alapítás éve |
| ------------------ | --------------- | ------------ |
| Monterrey          | Új-León         | 1890         |
| Orizaba (Veracruz) | Veracruz        | 1894         |
| Toluca             | México          | 1969         |
| Tecate             | Alsó-Kalifornia | 1943         |
| Guadalajara        | Jalisco         | 1970         |
| Navojoa            | Sonora          | 1991         |

## Termékei
A Cuauhtémoc Moctezuma 9-féle márka 20 típusát állítja elő:
- Dos Equis (Lager, Ámbar)
- Bohemia (eredeti, Obscura, Weizen, Chocolate Stout)
- Tecate (eredeti, Light, Titanium)
- Superior
- Noche Buena
- Indio (eredeti, Pilsner Plata)
- Kloster Light
- Sol (eredeti, Cero, Limón y Sal, Clamato, Michelada)
- Carta Blanca